# Wrażliwość celu
Wrażliwość celu - jest to stopień odporności celu na zniszczenie za pomocą określonych środków (pocisków, odłamków, promieniowania, fali detonacyjnej).